# Консерватория Алессандрии
Консерватория имени Антонио Вивальди в Алессандрии (итал. Conservatorio Antonio Vivaldi, Alessandria) — консерватория в итальянском городе Алессандрия (область Пьемонт), основанная как музыкальная школа в декабре 1858 года и названная в честь композитора и скрипача Антонио Вивальди; была создана при поддержке городской администрации; около 1880 года школа была расширена, сегодня она располагается в историческом здании площадью в 3000 м².

## История и описание
Со времен Средневековья город Алессандрия был известен своей «музыкальной активностью»: народные песни и детские композиции, созданные в регионе, пелись во многих частях Италии. В XIX веке местное дворянство выступило с проектом по созданию полноценной музыкальной школы. Бесплатная школа музыки было торжественно открыта 30 декабря 1858 года, благодаря поддержке городской администрации того времени. Помимо школы предполагалось создать и театральный оркестр из молодых музыкантов. Первым руководителем классов скрипки и виолончели стал маэстро Федерико Россетти; около 1880 года школа была расширена.
16 ноября 1892 года городской совет утвердил положение о школе (58 статей), включавшее в себя такие предметы как хоровое пение, теория музыки и сольфеджио, гармония и контрапункт, история музыки, камерная музыка, скрипка, альт, виолончель и контрабас. 4 апреля 1928 года школа стала лицеем «Civic Liceo Musicale», а в 1955 году она переехала во флигель дворца «Palazzo Cuttica di Cassine». Начиная с 1969/1970 учебного года лицей стал Государственной консерваторией с прикрепленной к ней средней школой; первым руководителем реорганизованной консерватории стал композитор Феличе Кваранта.
После масштабной реконструкции здания «Cuttica di Cassine», которая началась в 1998 году, в 2002 году консерватория вернулась на свое историческое место, получив расширенные помещения с площадью более чем в три тысячи квадратных метров. В здании разместились и два зала: зал «Abbà-Cornaglia» на 50 мест и зал «Микеле Питталуга», рассчитанный на 120 зрителей. Библиотека «Карло Моссо» также стала частью консерватории: в настоящее время она располагает более чем 30 тысячами томов.